# Nicola Spinelli (Komponist)
Nicola Spinelli (Niccoló Spinelli; * 29. Juli 1865 in Turin; † 17. Oktober 1909 in Rom) war ein italienischer Komponist, Pianist und Dirigent.
Spinelli studierte Musik in Neapel. 1890 war er – neben Pietro Mascagni mit seiner Oper Cavalleria rusticana – mit seiner Oper Labilia Erster Preisträger beim Kompositionswettbewerb der Casa Sonzogno.

## Opern
- I guanti gialli (Libretto: Enrico Golisciani), UA 1881
- Labilia (Libretto: Vincenzo Valle), UA 1890
- A basso porto (Libretto: Eugenio Checchi nach einem Schauspiel von Goffredo Cognetti), UA unter dem Titel Am Untern Hafen 1894 am Kölner Stadttheater
- La trilogia di Dorina (Libretto: Luigi Illica)